# 이콘
이콘(그리스어: εἰκών, 영어: icon)은 기독교에서 그리스도와 12명의 사도, 성모 마리아, 성인들을 그린 그림을 의미한다. 흔히 그림을 성화(聖畵)라고도 한다. 이콘과 관련된 조각을 성상(聖像)이라 한다. 8세기의 7번째 보편공의회인 제2차 니케아 공의회에서 이콘, 즉 성화는 기독교 신학적으로 문제가 없다고 규정하였다. 11세기 교회 대분열 이후에는 동방교회 지역에서는 성화인 그림만으로 한정하였으나 서방교회에서는 성화만이 아니라 형상을 제작하는 성상까지로 확대 해석하였다. 

## 교회사 속의 성화
기독교 성화는 기원후 200년이 되어서야 기독교 예술로 등장하기 시작했고, 4세기가 되어서야 교회 내부에 성화를 장식하였다. 8세기 보편교회의 중심지였던 동방지역을 중심으로 기독교인들은 성화 문제에 대하여 우상숭배냐, 아니냐라는 신학 논쟁이 벌였다. 이 문제는 금지의 입장으로 돌아섰다가 787년 니케아에서 열린 제7차 보편 공의회에서 재차 논의하였다. 보편교회는 "성화에 바치는 공경은 성화에 그려진 성인들에 대한 것이지, 성화를 숭배하는게 아니므로, 성화 공경은 절대 우상숭배가 아니다."라고 결론을 내렸다. 현재 성화 공경 입장에 있는 기독교 교단으로는 천주교회, 정교회, 성공회 등이 있고, 성화를 활용하거나 장식하는 교단으로는 루터교회, 감리교회, 성결교회 등이 있다.

## 성화의 예

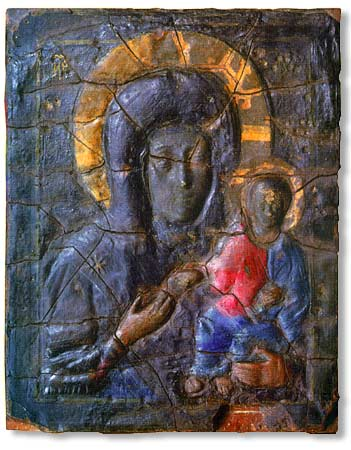
성모 마리아(7세기)
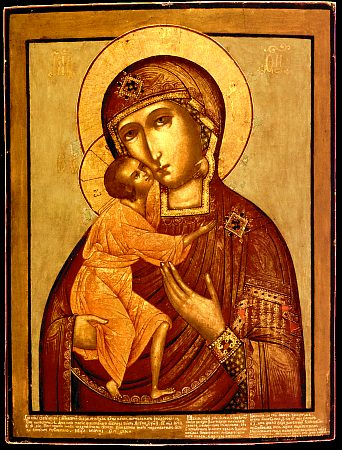
성 테오토르의 성모 마리아(10세기)
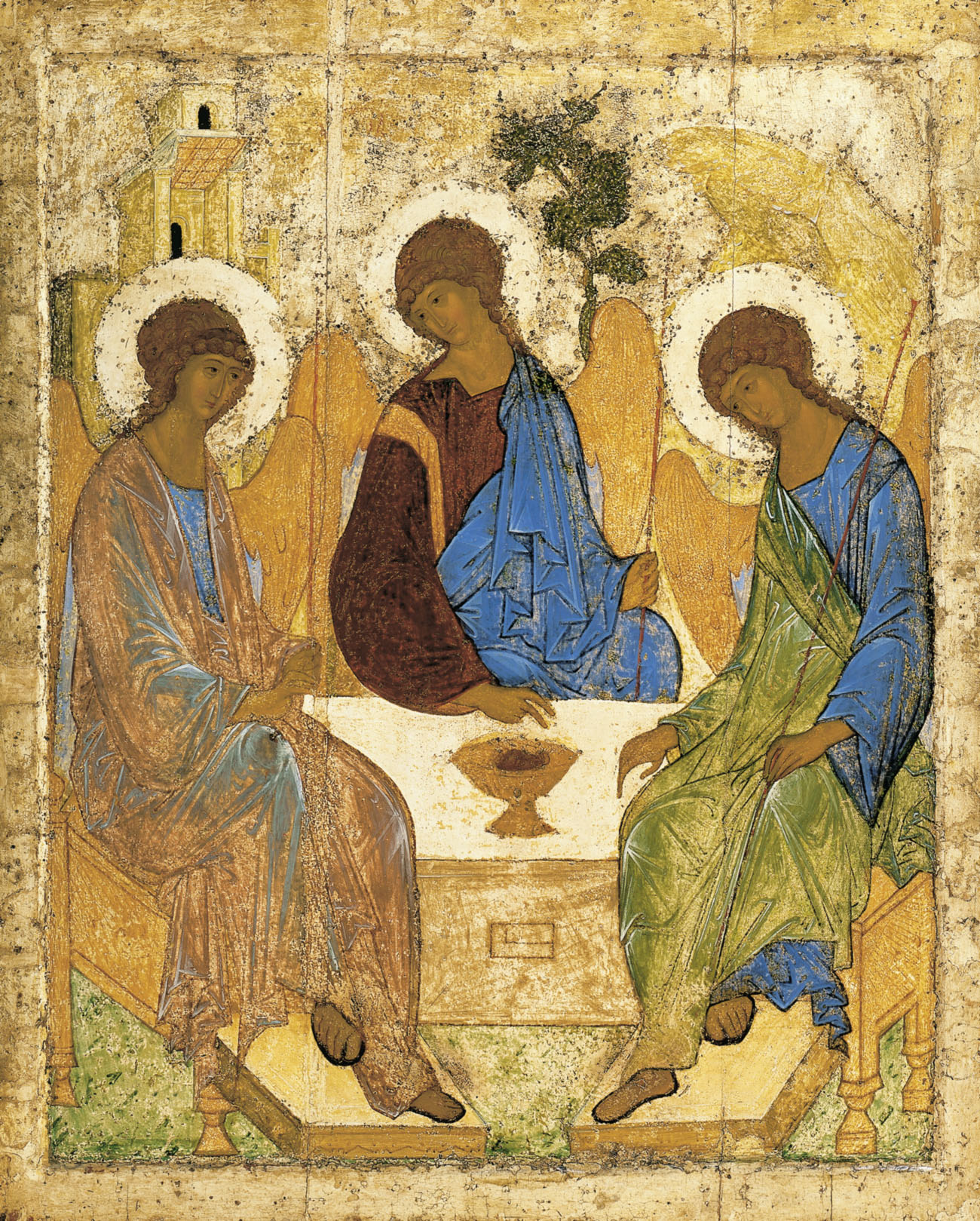
삼위일체 하느님을 묘사한 성화
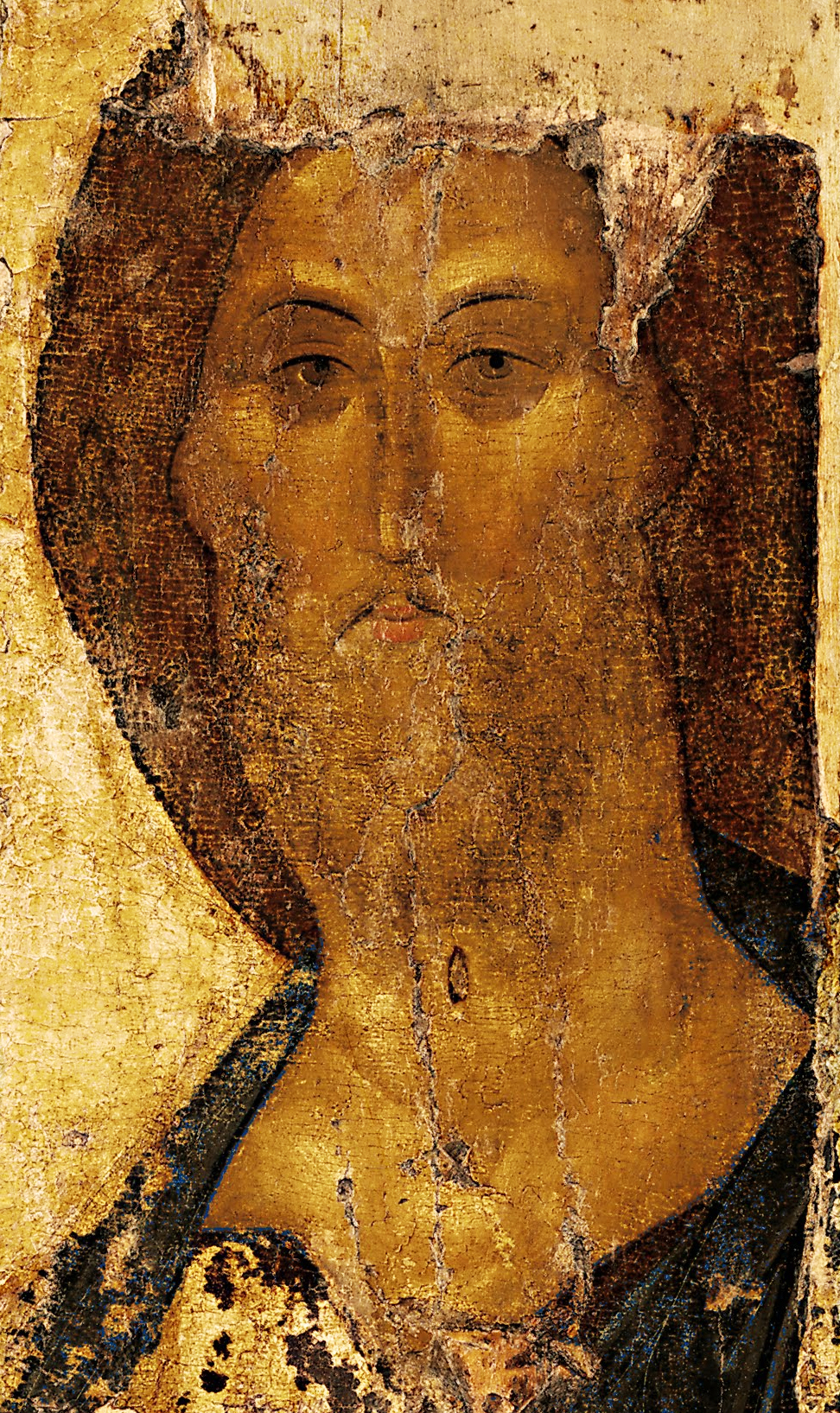
창조되지 않은 우리의 구세주 그리스도 (1410년경)

## 같이 보기
- 기독교 상징주의
- 우상
- 성상 파괴 운동